# Saint-Longis
Saint-Longis település Franciaországban, Sarthe megyében. Lakosainak száma 511 fő (2022. január 1.). Saint-Longis Aillières-Beauvoir, Saint-Rémy-des-Monts, Saosnes, Vezot, Villaines-la-Carelle, Mamers, Marollette, Panon és Pizieux községekkel határos.

## Népesség
A település népessége az elmúlt években az alábbi módon változott:
| Lakosok száma | 524  | 511  | 503  | 502  | 499  | 503  | 507  | 511  |
|               | 2013 | 2015 | 2017 | 2018 | 2019 | 2020 | 2021 | 2022 |